# Louis-Jacques-François de Vocance
Louis-Jacques-François de Vocance (né vers 1704 et mort le 19 juillet 1756) est un ecclésiastique qui fut administrateur du diocèse de Senez de 1733 à 1741 puis évêque de Senez de 1741 à sa mort.

## Biographie
Louis-Jacques-François de Vocance est originaire du diocèse de Viviers. Il est le fils de Just de Vocance seigneur de Beaulieu et de Marthe-Candide du Truchet. Il devient conseiller clerc au Parlement du Dauphiné puis vicaire général du diocèse de Grenoble. En 1733 il est chargé d'administrer comme vicaire général le diocèse de Senez lorsque Louis-François-Gabriel d'Orléans de la Motte qui exerçait cette fonction depuis la condamnation du titulaire du siège Jean Soanen est promu évêque d'Amiens. En 1738 il est pourvu en commende de l'abbaye de Simorre dans l'archidiocèse d'Auch. Après le décès en décembre 1740 de Jean Soanen retiré dans abbaye de la Chaise-Dieu, il est désigné en 1741 comme évêque de Senez, confirmé le 29 mai et consacré en décembre par Louis-François-Gabriel d'Orléans de la Motte .
Dans son diocèse il continue la politique d'apaisement de l'administrateur précédent et fait bâtir un nouveau palais épiscopal. Malade, il veut se rendre à Aix-en-Provence mais il est contraint de faire une étape chez son ami l'évêque de Riez François de la Tour du Pin. C'est là qu'il meurt le 14 mai 1756 et qu'il est inhumé dans le tombeau des évêques de la cathédrale.